# Brestelnic
Brestelnic – wieś w Rumunii, w okręgu Caraș-Severin, w gminie Sichevița. W 2011 roku liczyła 16 mieszkańców. 